# Charles Triplett O’Ferrall

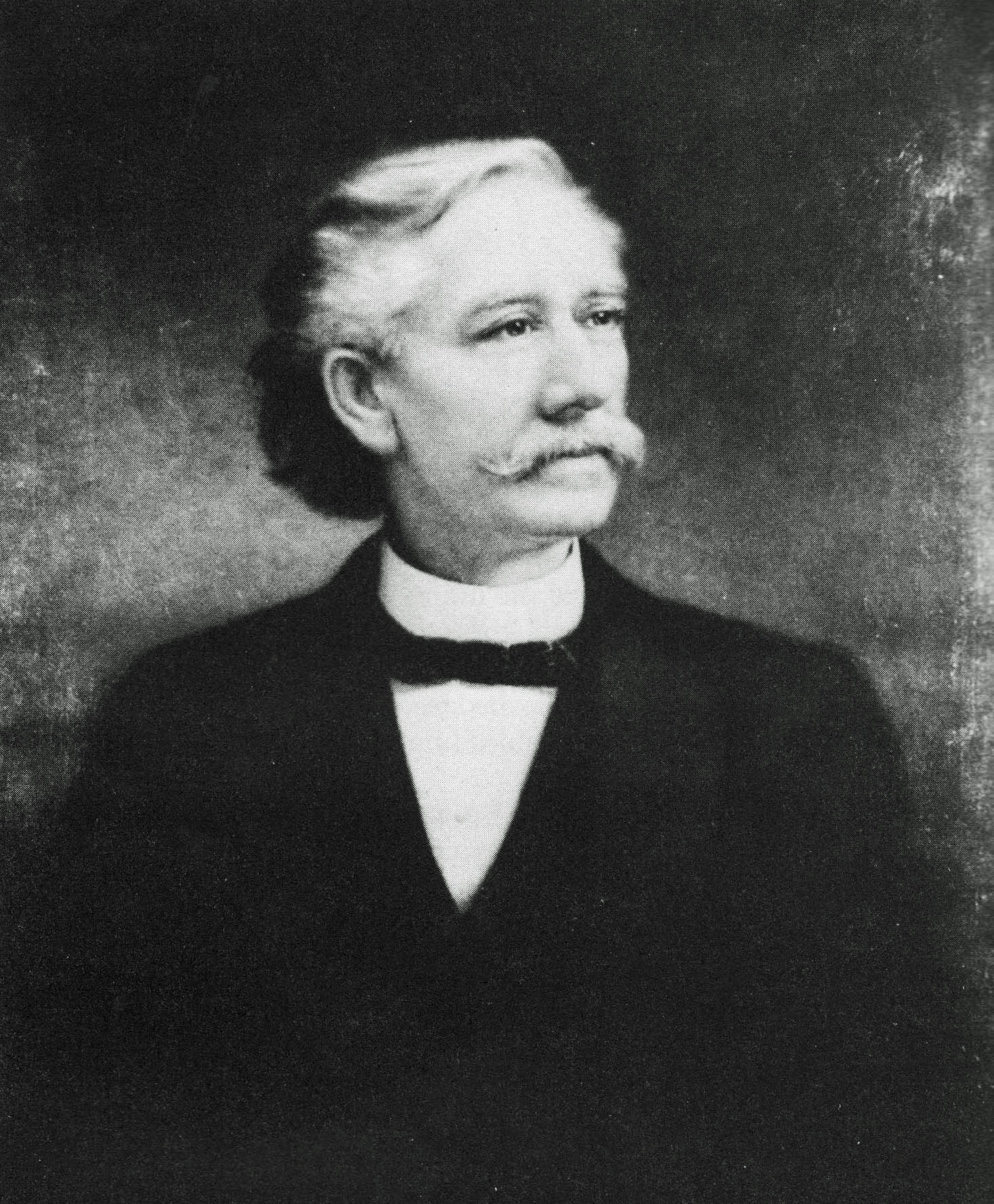
Charles Triplett O’Ferrall

Charles Triplett O’Ferrall  (* 21. Oktober 1840 in Brucetown, Frederick County, Virginia; † 22. September 1905 in Richmond, Virginia) war ein US-amerikanischer Politiker (Demokratische Partei) und von 1894 bis 1898 Gouverneur des Bundesstaates Virginia. Zwischen 1884 und 1893 vertrat er den Staat im US-Repräsentantenhaus.

## Frühe Jahre
Charles O’Ferrall besuchte die öffentlichen Schulen seiner Heimat und wurde 1855 Schriftführer an einem Gericht im Morgan County, das heute zu West Virginia gehört. Dieses Amt bekleidete er bis zum Ausbruch des Bürgerkrieges. Obwohl in seiner Heimat die Anhänger der Union deutlich in der Mehrheit waren, entschied sich O’Ferrall, dem Heer der Konföderierten Staaten beizutreten. Im Verlauf des Krieges stieg er in den Reihen eines Kavallerieregiments aus Virginia bis zum Colonel auf. Er wurde dabei mehrfach verwundet.
Nach dem Krieg studierte O’Ferrall am Washington College in Lexington Jura. Nach seiner Zulassung als Rechtsanwalt begann er in Harrisonburg in seinem neuen Beruf zu arbeiten.

## Politische Laufbahn
Zwischen 1871 und 1873 war er Mitglied des Abgeordnetenhauses von Virginia. Im Jahr 1872 kandidierte er erfolglos für ein Mandat im US-Repräsentantenhaus. Von 1874 bis 1880 war O’Ferrall Richter am Landgericht des Rockingham County. Von 1880 bis 1883 war er für seine Partei als Stimmenwerber (Canvasser) tätig.
Im Jahr 1883 kandidierte O’Ferrall erneut für einen Sitz im US-Repräsentantenhaus. Diesmal unterlag er nur sehr knapp. Nach einem Einspruch O’Ferralls gegen das Wahlergebnis wurde ihm Recht gegeben und er erhielt das Mandat im Kongress zugesprochen, das er am 5. Mai 1884 antrat. In den folgenden Jahren wurde er jeweils in diesem Amt bestätigt. Im Repräsentantenhaus war er zeitweise Vorsitzender des Bergbauausschusses und Mitglied im Ausschuss zur Kontrolle von Wahlen (Committee on Elections).
Im Jahr 1893 wurde er mit klarer Mehrheit zum Gouverneur seines Staates gewählt. Daraufhin legte er am 28. Dezember 1893 sein Mandat im Kongress nieder. Am 1. Januar 1894 trat er sein neues Amt in Richmond an. Er unterstützte das Prinzip von Recht und Ordnung und es gelang ihm, die Zahl der Lynchmorde in Virginia drastisch zu senken. Bei Streiks im Bergbau setzte er die Miliz zum Schutz der Streikbrecher ein, was ihn naturgemäß bei den streikenden Arbeitern unbeliebt machte. Er vertrieb auch den Protestzug der sogenannten Coxey’s Army aus Virginia. Die zweite Hälfte seiner Amtszeit war von einem Disput zwischen O’Ferrall und der Mehrheit seiner Partei überschattet, die ihn praktisch politisch handlungsunfähig machte. Dabei ging es um die Frage des Goldstandards der Währung, den O’Ferrall unterstützte. Die Demokratische Partei und ihr Präsidentschaftskandidat für die Wahlen des Jahres 1896, William Jennings Bryan, unterstützten aber den Silberstandard. Daher verweigerte der Gouverneur Bryan seine Unterstützung.

## Weiterer Lebenslauf
Nach Ablauf seiner Amtszeit am 1. Januar 1898 zog sich O’Ferrall aus der Politik zurück und begann wieder als Rechtsanwalt in Richmond zu arbeiten. Allerdings verschlechterte sich bald sein Gesundheitszustand, was teilweise noch auf eine alte Kriegsverletzung zurückzuführen war. Im Jahr 1904 veröffentlichte er noch seine Autobiographie. Er starb im September 1905. Charles O’Ferrall war zweimal verheiratet und hatte zwei Kinder aus seiner ersten Ehe mit Annie E. Hand.